# Бакл
Бакл — один із трьох основних островів у групі незаселених арктичних островів Баллені, розташованих у Південному океані. Він розташований за 25 км на північний захід від острова Стердж, 8 км на південний схід від острова Янг, та приблизно за 110 км на північний північний схід від мису Білоусов на материковій частині Антарктики.

## Геологія
Острів є стратовулканом висотою 1239 метрів над рівнем моря. Бакл є надводною частиною підводного хребта, який простягається до берегів Південного острова Нової Зеландії. Бакл практично цілий рік вкритий снігом. Має стрімкі береги, важкодоступний для висадки. На острові крім вулканічного конуса є кілька вулканічних кратерів. Вулканічна активність фіксувалася на сході острова. В історичний час було зафіксовано 2 виверження у XIX столітті: у 1839 та 1899 роках.